# SPIR
Standard Portable Intermediate Representation (SPIR) — проміжний формат для представлення коду, розроблений консорціумом Khronos Group для графіки або для паралельних обчислень, початково розроблений для роботи з OpenCL.

## Існуючі версії
Вперше SPIR був анонсований у 2011 році, сучасна версія під назвою SPIR-V була представлена в 2015.
- SPIR 1.2 базується на LLVM IR версії 3.2; як частина з розширень OpenCL 1.2
- SPIR 2.0 базується на LLVM IR версії 3.4; як частина з розширень OpenCL 2.0
- SPIR-V не використовує LLVM IR; частина OpenCL 2.1 також відома як складова призначена для Vulkan (API)

### SPIR-V
SPIR-V є модифікованою версією SPIR яка була анонсована в березні 2015 року, і остаточно випущена 16 листопаду 2015-го. Розширення SPIR різних версій включає справжній багатоплатформний стандарт, повністю визначений компанією Khronos з низькорівневою підтримкою для шейдерів та інших важливих функціональностей.
Підтримка стандарту SPIR-V пов'язана з його включенням у специфікацію OpenCL версії 2.1, а також для Vulkan API для графіки й обчислень.